# Баньєр-де-Бігорр
Баньє́р-де-Біго́рр, Баньєр-де-Біґорр (фр. Bagnères-de-Bigorre) — муніципалітет у Франції, у регіоні Окситанія, департамент Верхні Піренеї. Населення — 7000 осіб (01.01.2021).
Муніципалітет розташований на відстані близько 670 км на південь від Парижа, 125 км на південний захід від Тулузи, 20 км на південь від Тарба.

## Історія
До 2015 року муніципалітет перебував у складі регіону Південь-Піренеї. Від 1 січня 2016 року належить до нового об'єднаного регіону Окситанія.

## Демографія
Динаміка населення (Cassini і INSEE ):
Розподіл населення за віком та статтю (2006):
| Стать | Всього | До 15 років | 15-24 | 25-44 | 45-64 | 65-85 | Понад 85 |
| --- | ------ | ----------- | ----- | ----- | ----- | ----- | -------- |
| Чоловіки | 3726   | 564         | 453   | 901   | 1052  | 676   | 80       |
| Жінки | 4293   | 493         | 376   | 900   | 1122  | 1102  | 300      |
| \| Статево-вікова піраміда \| Статево-вікова піраміда \| Статево-вікова піраміда \| \| ----------------------- \| ----------------------- \| ----------------------- \| \| Чоловіки \| Вік \| Жінки \| \| 80 \| 85 + \| 300 \| \| 144 \| 80-84 \| 345 \| \| 153 \| 75-79 \| 244 \| \| 183 \| 70-74 \| 286 \| \| 196 \| 65-69 \| 227 \| \| 234 \| 60-64 \| 254 \| \| 252 \| 55-59 \| 278 \| \| 265 \| 50-54 \| 276 \| \| 301 \| 45-49 \| 314 \| \| 245 \| 40-44 \| 277 \| \| 236 \| 35-39 \| 221 \| \| 226 \| 30-34 \| 218 \| \| 194 \| 25-29 \| 184 \| \| 225 \| 20-24 \| 157 \| \| 228 \| 15-20 \| 219 \| \| 198 \| 10-14 \| 191 \| \| 177 \| 5-9 \| 129 \| \| 189 \| 0-4 \| 173 \| |        |             |       |       |       |       |          |
| Статево-вікова піраміда |        |             |       |       |       |       |          |
| Чоловіки | Вік    | Жінки       |       |       |       |       |          |
| 80 | 85 +   | 300         |       |       |       |       |          |
| 144 | 80-84  | 345         |       |       |       |       |          |
| 153 | 75-79  | 244         |       |       |       |       |          |
| 183 | 70-74  | 286         |       |       |       |       |          |
| 196 | 65-69  | 227         |       |       |       |       |          |
| 234 | 60-64  | 254         |       |       |       |       |          |
| 252 | 55-59  | 278         |       |       |       |       |          |
| 265 | 50-54  | 276         |       |       |       |       |          |
| 301 | 45-49  | 314         |       |       |       |       |          |
| 245 | 40-44  | 277         |       |       |       |       |          |
| 236 | 35-39  | 221         |       |       |       |       |          |
| 226 | 30-34  | 218         |       |       |       |       |          |
| 194 | 25-29  | 184         |       |       |       |       |          |
| 225 | 20-24  | 157         |       |       |       |       |          |
| 228 | 15-20  | 219         |       |       |       |       |          |
| 198 | 10-14  | 191         |       |       |       |       |          |
| 177 | 5-9    | 129         |       |       |       |       |          |
| 189 | 0-4    | 173         |       |       |       |       |          |

## Економіка
2010 року серед 4713 осіб працездатного віку (15—64 років) 3357 були активними, 1356 — неактивними (показник активності 71,2%, у 1999 році було 70,0%). З 3357 активних мешканців працювали 2982 особи (1533 чоловіки та 1449 жінок), безробітними було 375 (175 чоловіків та 200 жінок). Серед 1356 неактивних 390 осіб було учнями чи студентами, 565 — пенсіонерами, 401 була неактивною з інших причин.

У 2010 році в муніципалітеті числилось 3958 оподаткованих домогосподарств, у яких проживали 7680,5 особи, медіана доходів виносила 16 571 євро на одного особоспоживача

## Персоналії
- Алан Френсіс Брук (1883—1963) — британський воєначальник, фельдмаршал Британської армії, барон.

## Галерея зображень

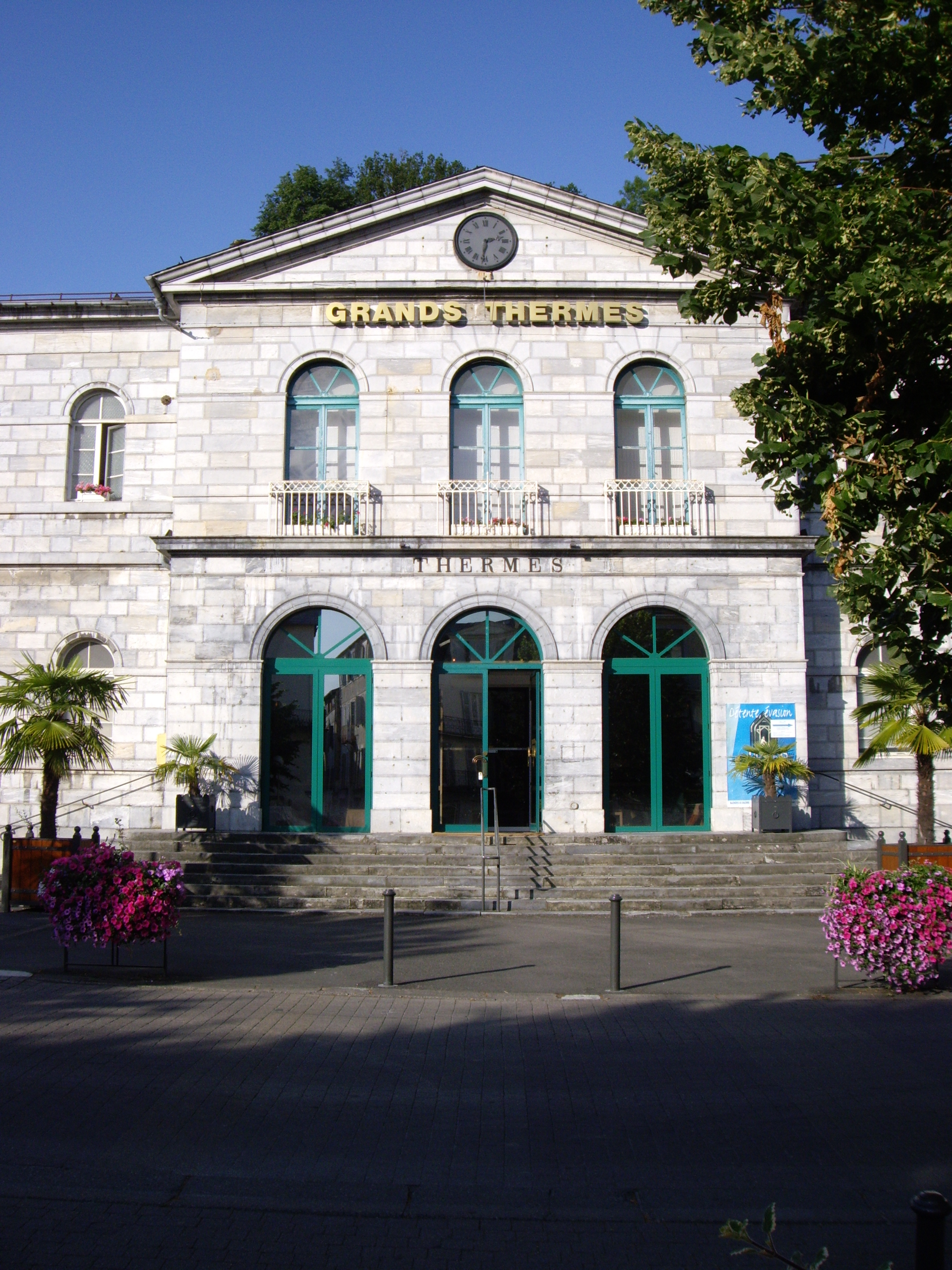
Les Grands Thermes
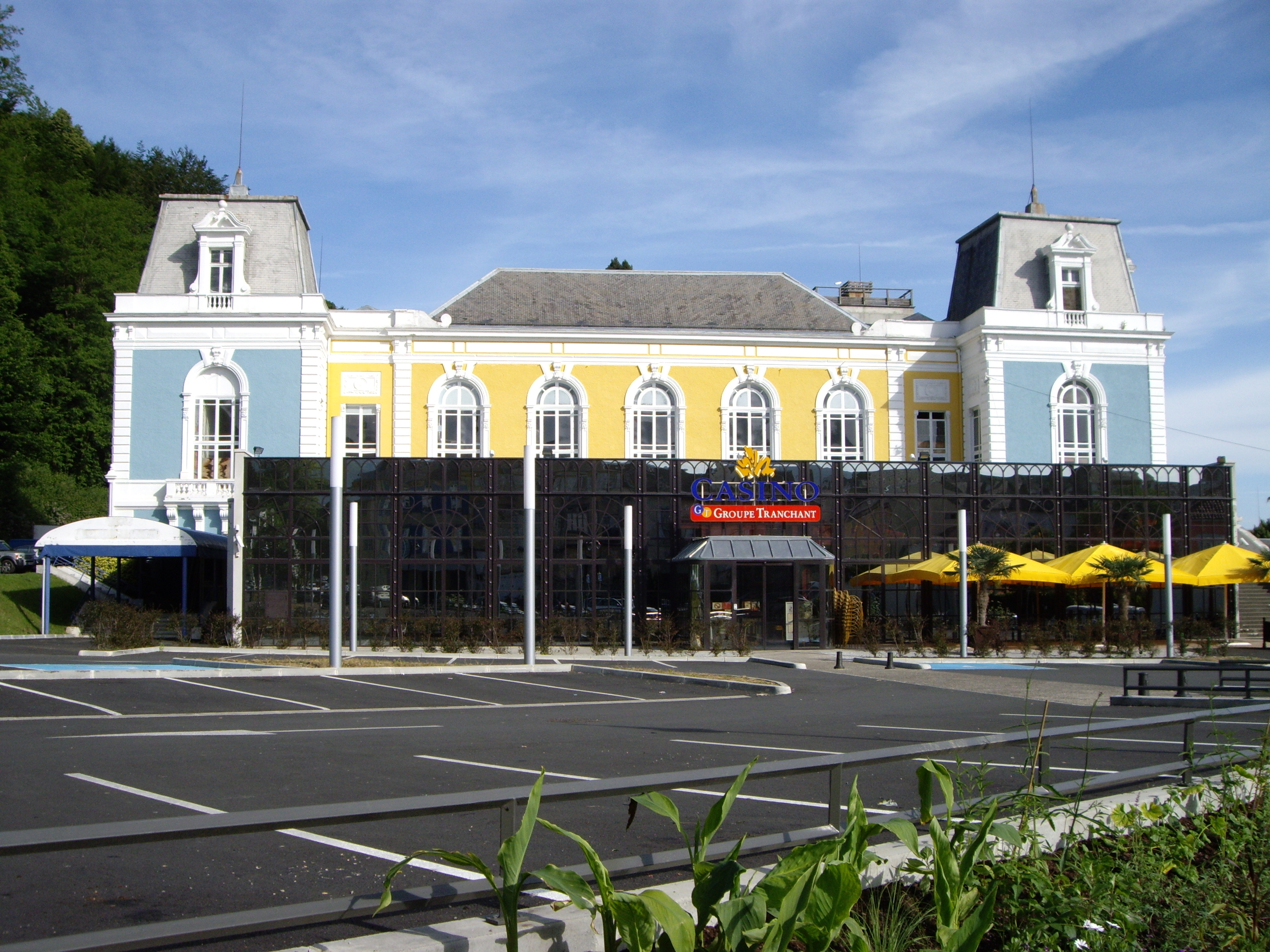
Bâtiment abritant le casino et Aquensis
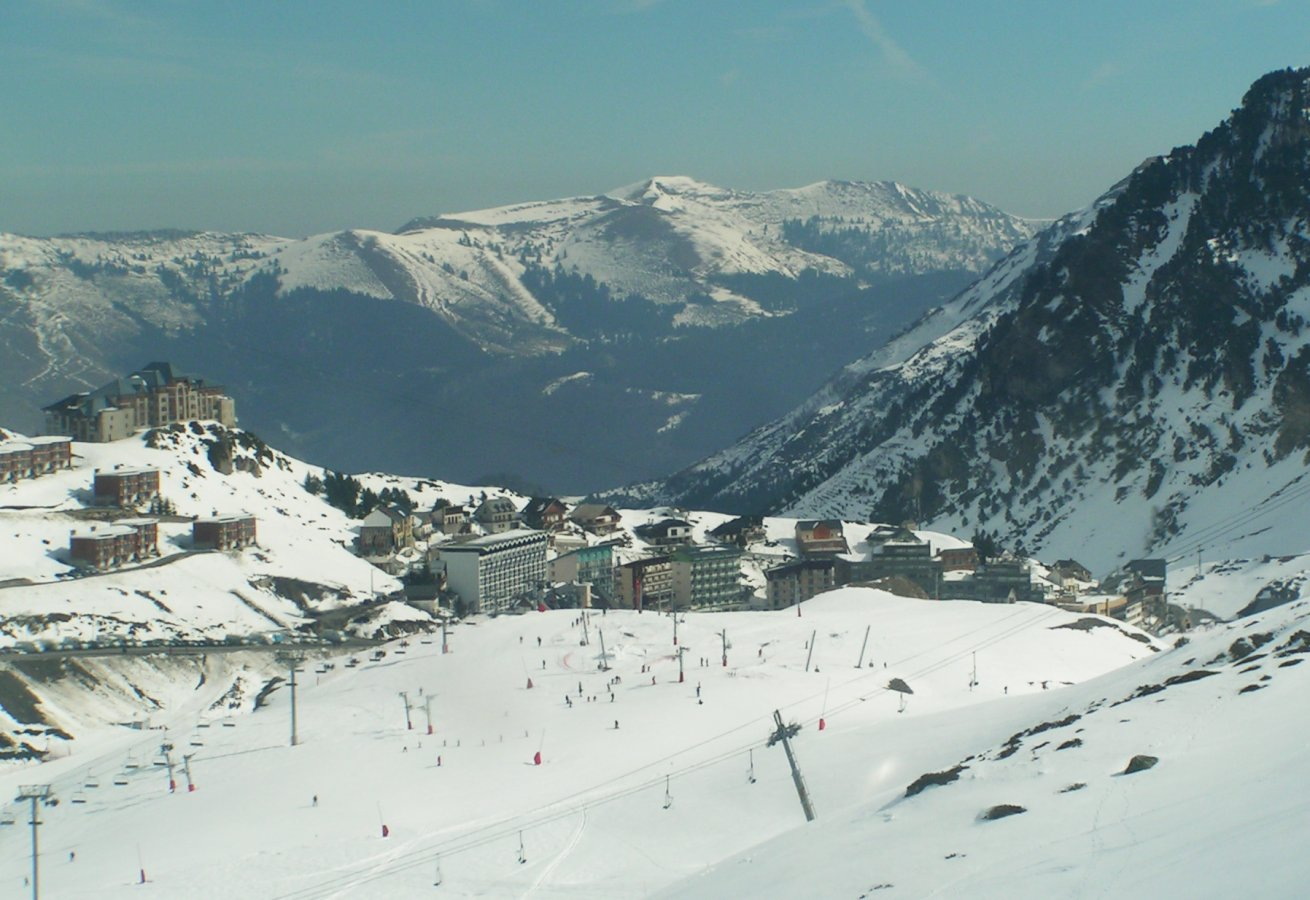
Station de sports d'hiver du Tourmalet
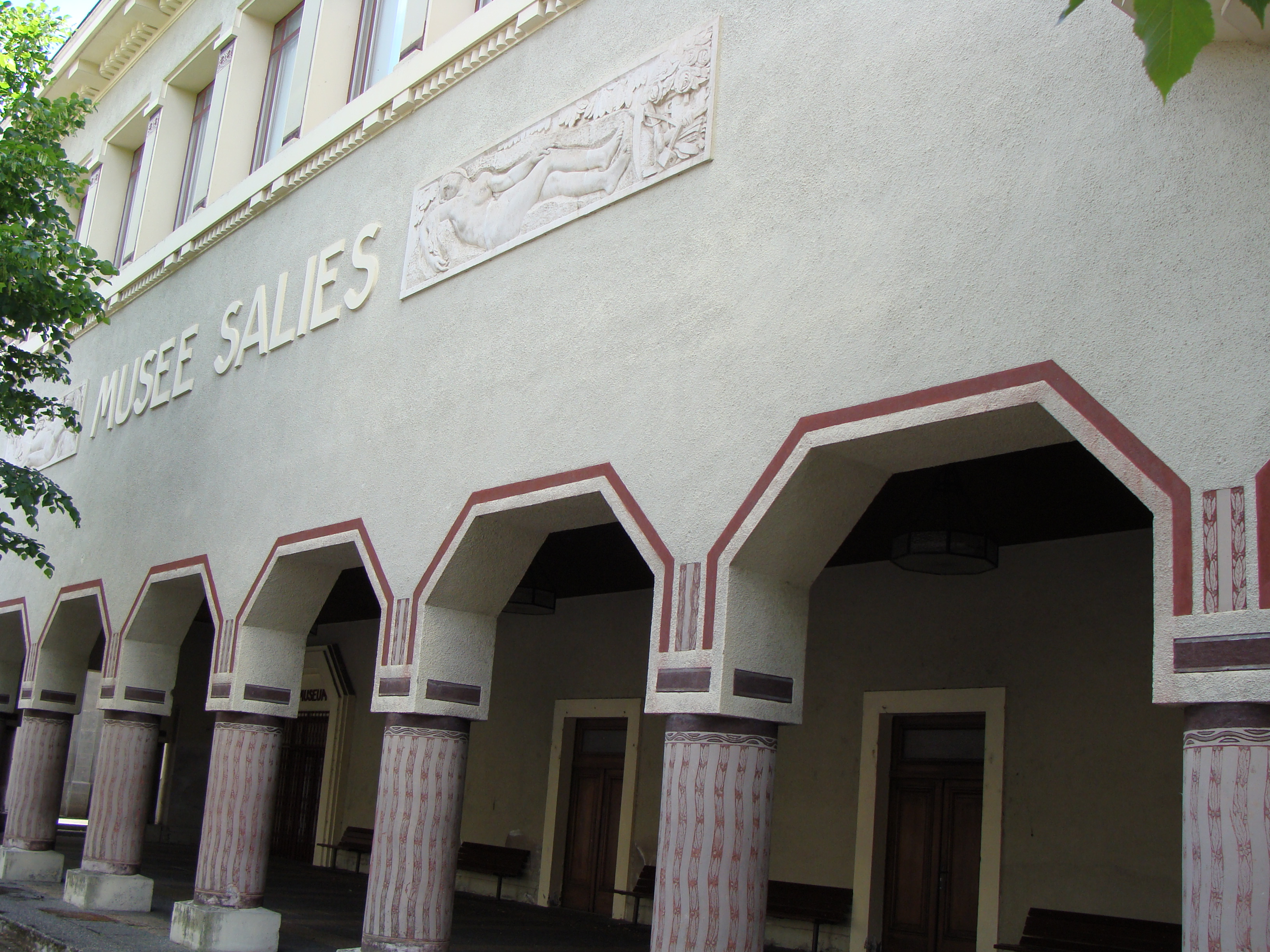
Musée Salies

- Tour des Jacobins Шаблон:Mérimée
- Église Saint-VincentШаблон:Mérimée
- Cloître Saint-Jean Шаблон:Mérimée

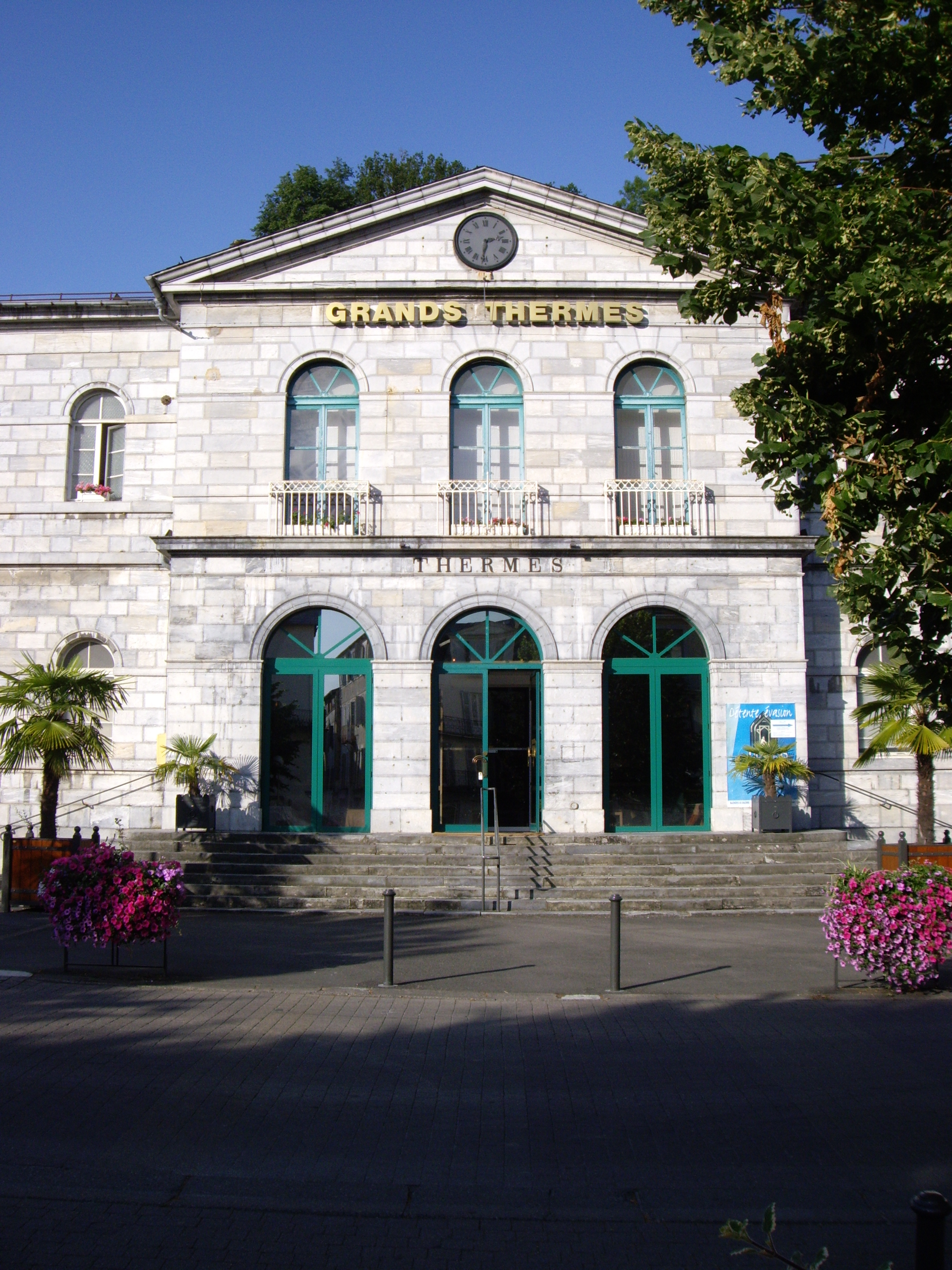
Grands Thermes
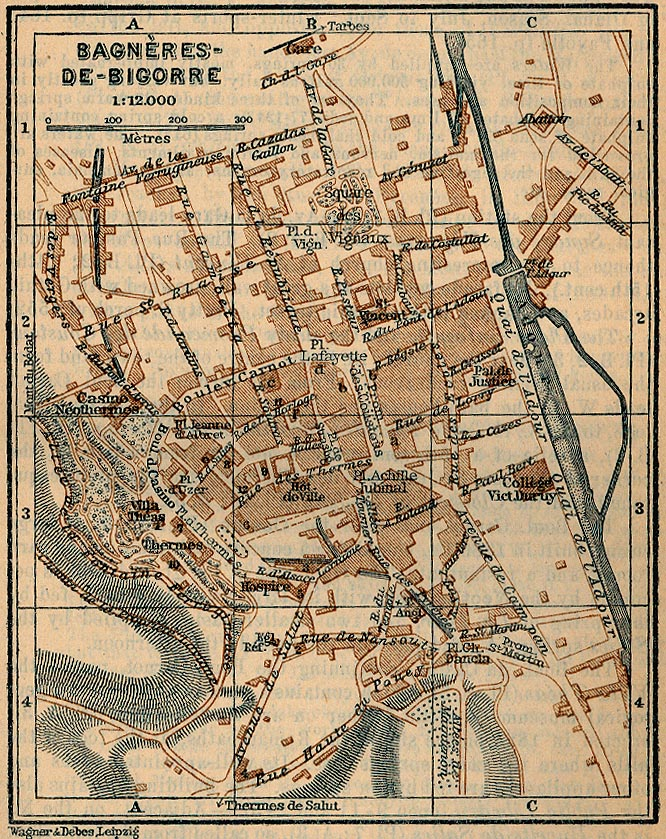
plan de Bagnères au XIXè siècle

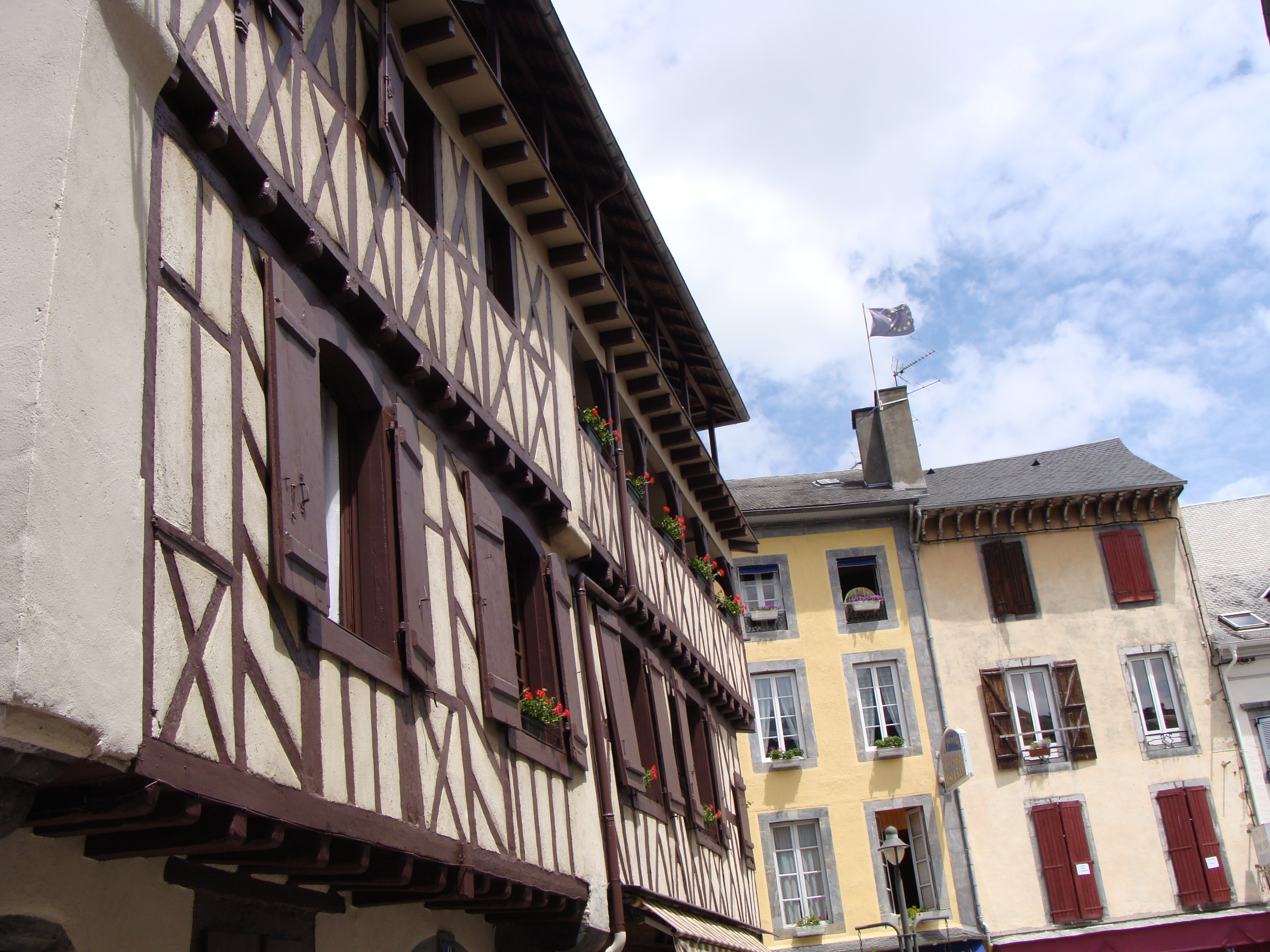
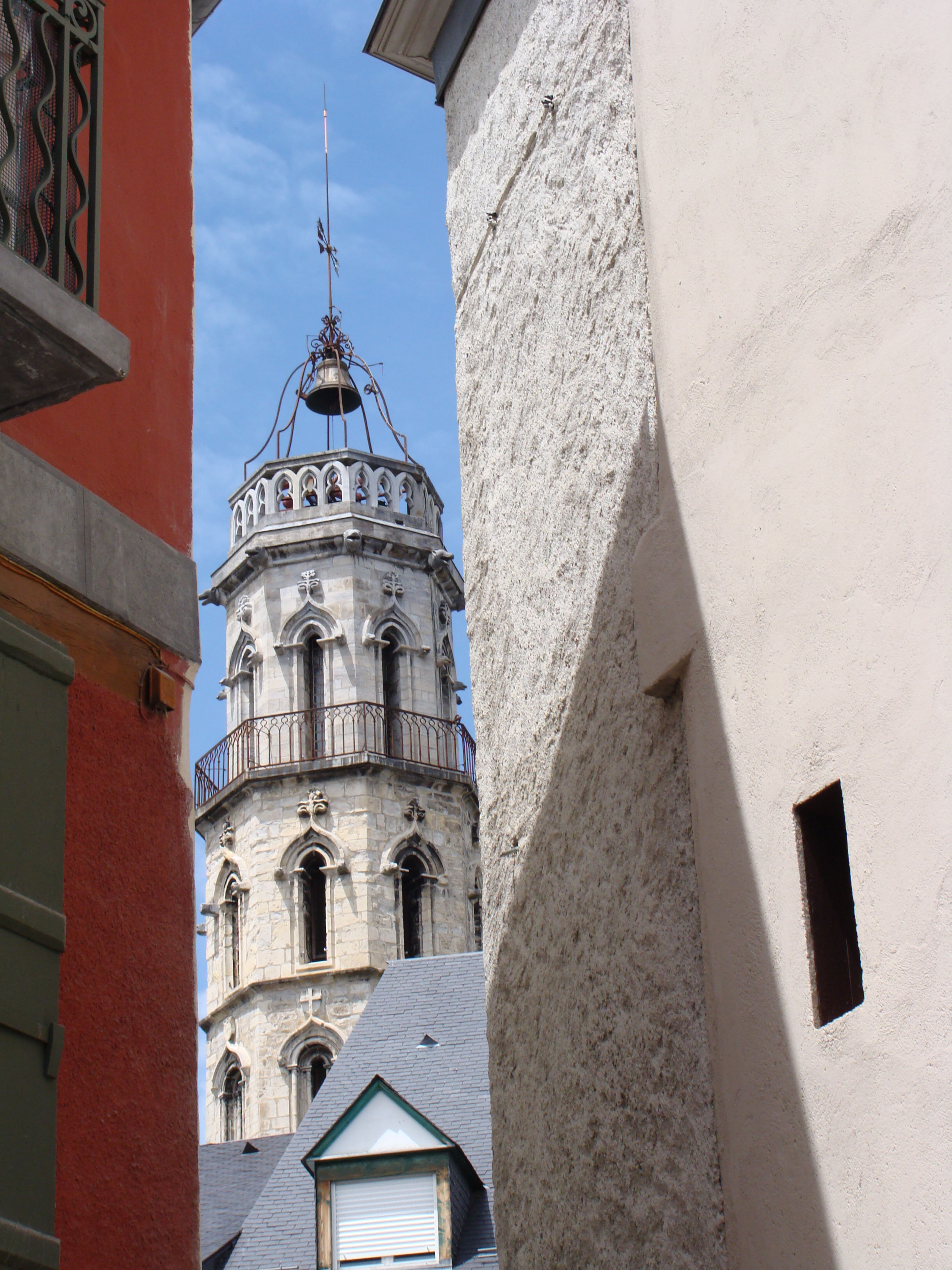
Tour des Jacobins
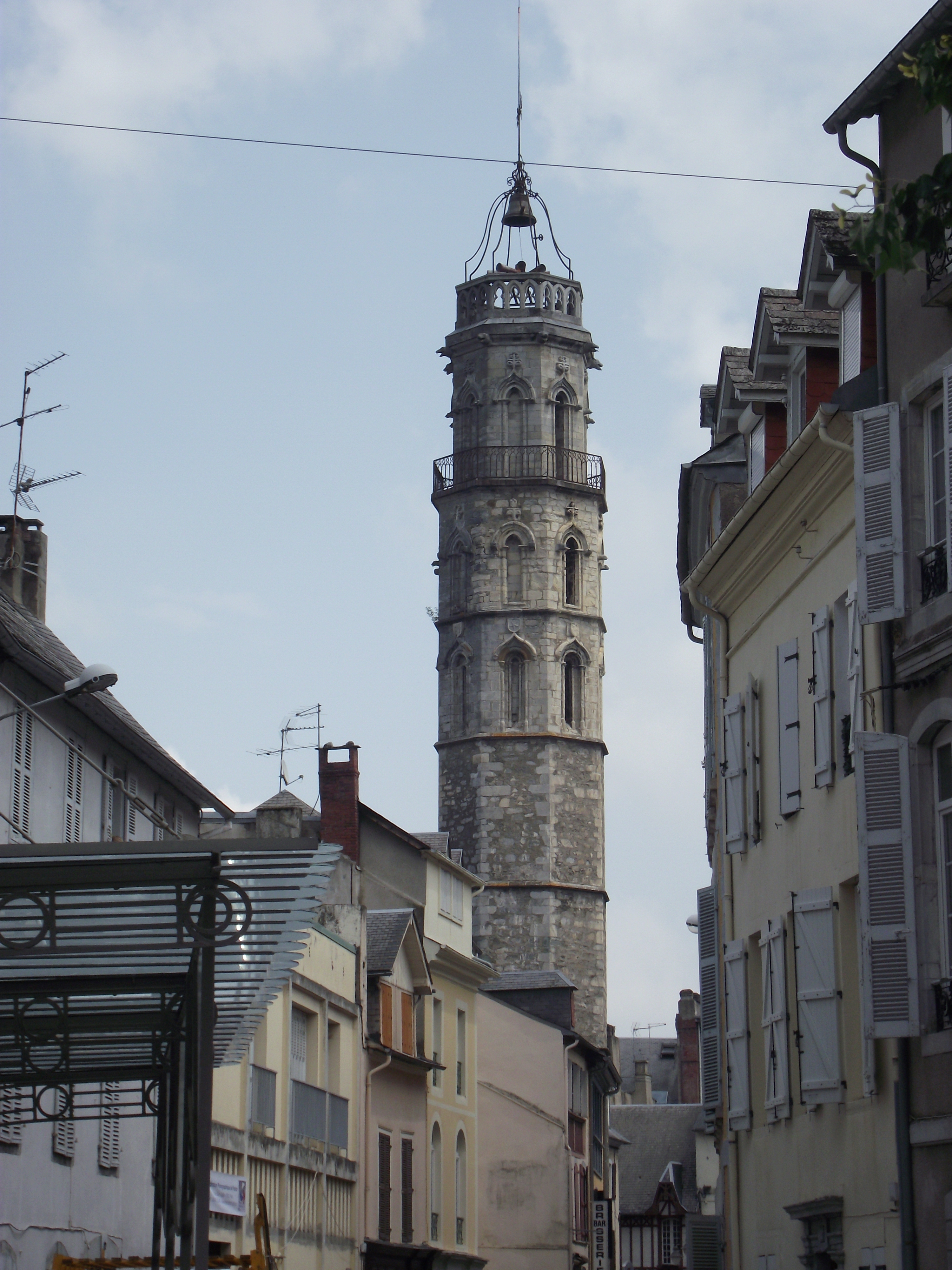
Tour des Jacobins
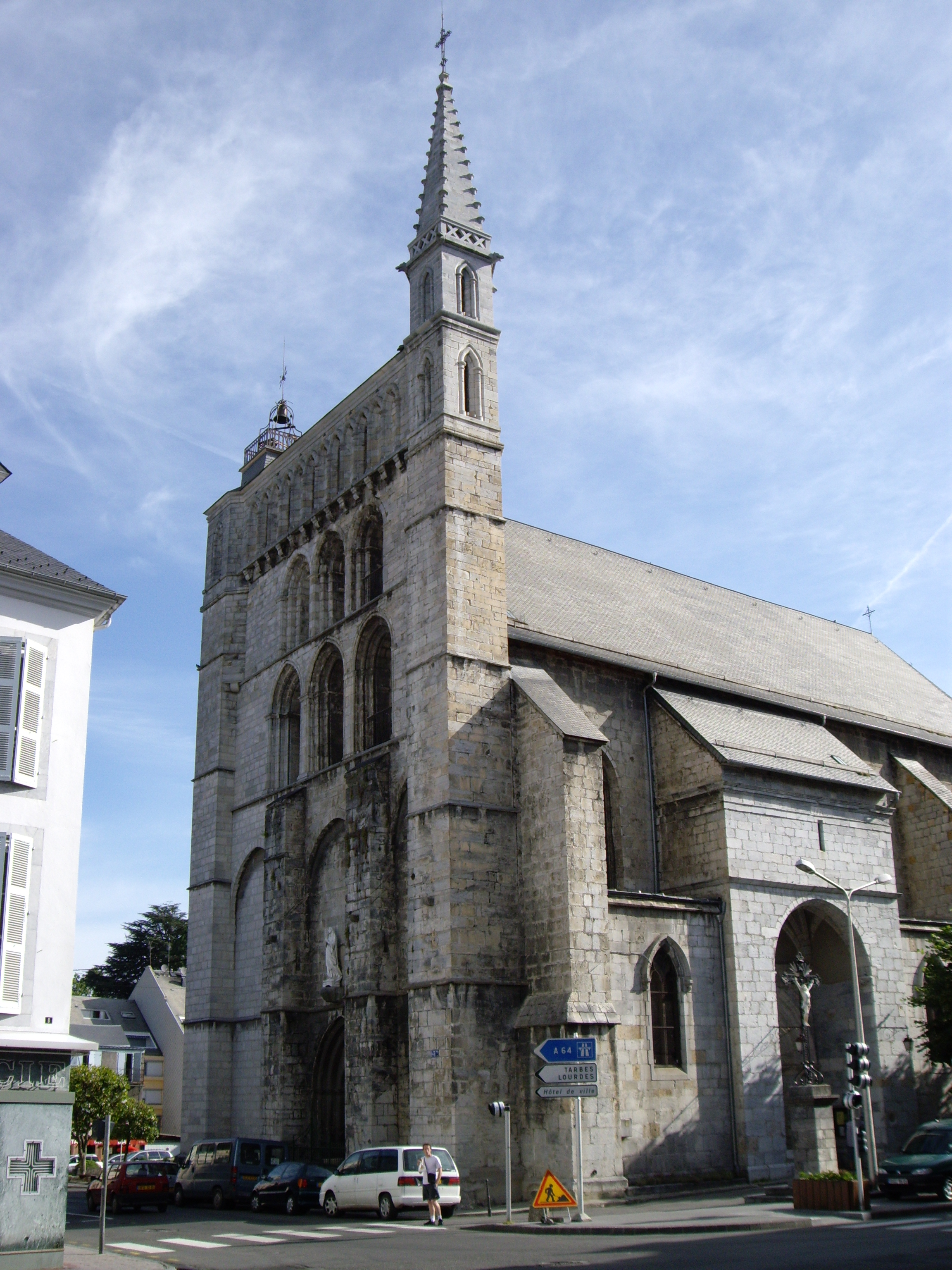
Église Saint-Vincent
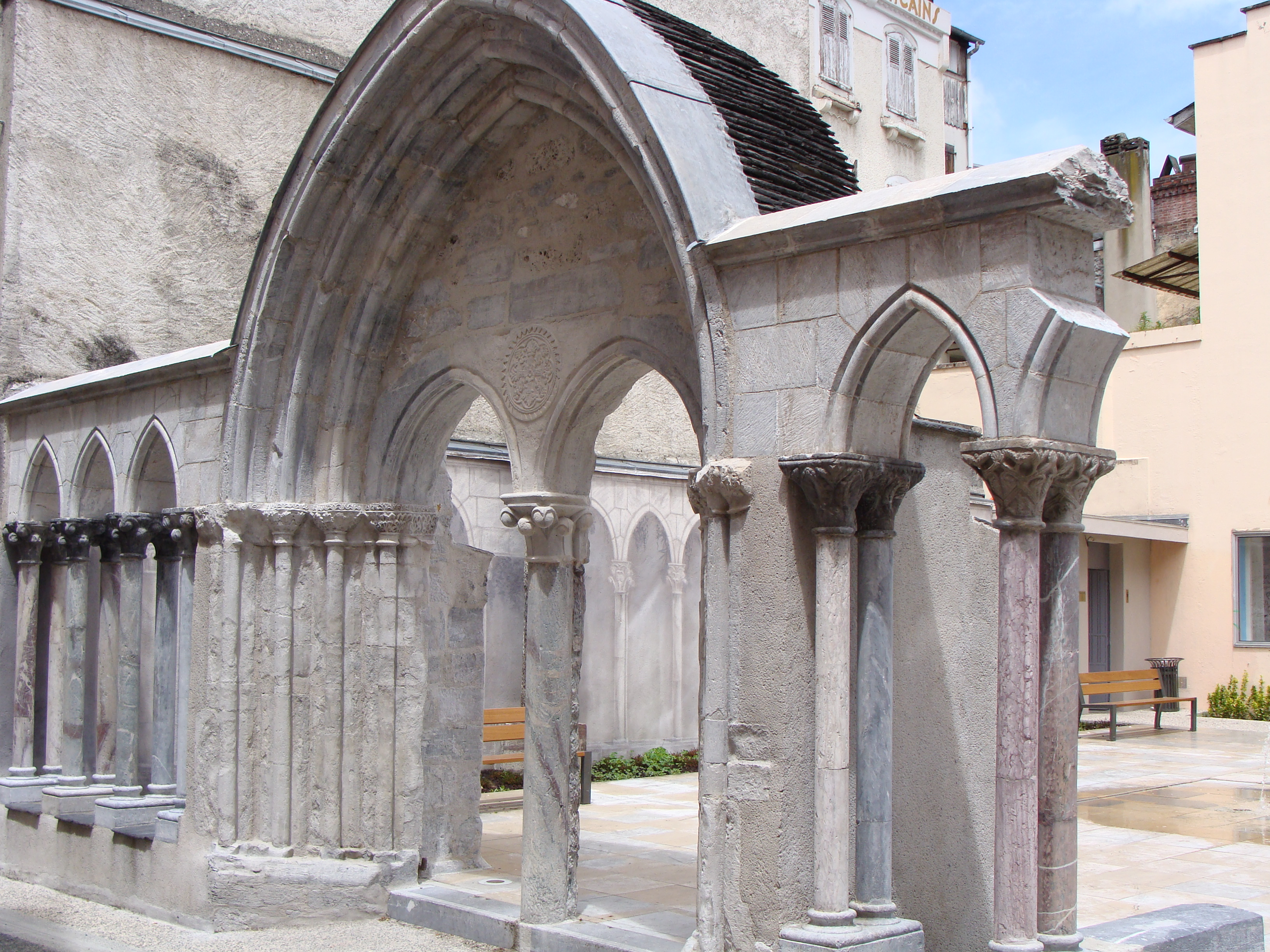
Cloître Saint-Jean